# 考德威爾鎮區 (堪薩斯州索姆奈縣)
考德威爾鎮區（英語：Caldwell Township）為美國堪薩斯州索姆奈縣轄下的鎮區。2010年美国人口普查中此鎮區人口有157人。

## 地理
考德威爾鎮區涵蓋總面積為136.1平方（52.54平方英里），其中陸地面積為136.1平方（52.53平方英里），水域面積為0.026平方（0.01平方英里）或0.02%。

## 人口統計
根據2010年美國人口普查，考德威爾鎮區人口有157人，其中男性有77人，女性有80人，人口密度為每平方公里1.15人，住房計89戶。鎮區內的白人有155人，非裔美國人有0人，美洲原住民有0人，亞裔美國人有0人，太平洋島裔美國人有0人，其他種族有1人，混血種族則有1人。此外鎮區內有2人為西班牙裔或拉丁裔美國人。此鎮區之年齡中位數為50.8歲，而男性年齡中位數為53.2歲，女性年齡中位數為49.0歲。

## 交通

### 主要公路
- 81號美國國道
- 49號堪薩斯州州道